# Königlich Bayerisches 8. Chevaulegers-Regiment
Das 8. Chevaulegers-Regiment war ein Kavallerieverband der Bayerischen Armee. Der Friedensstandort des Regiments war Dillingen an der Donau.

## Geschichte

### Aufstellung

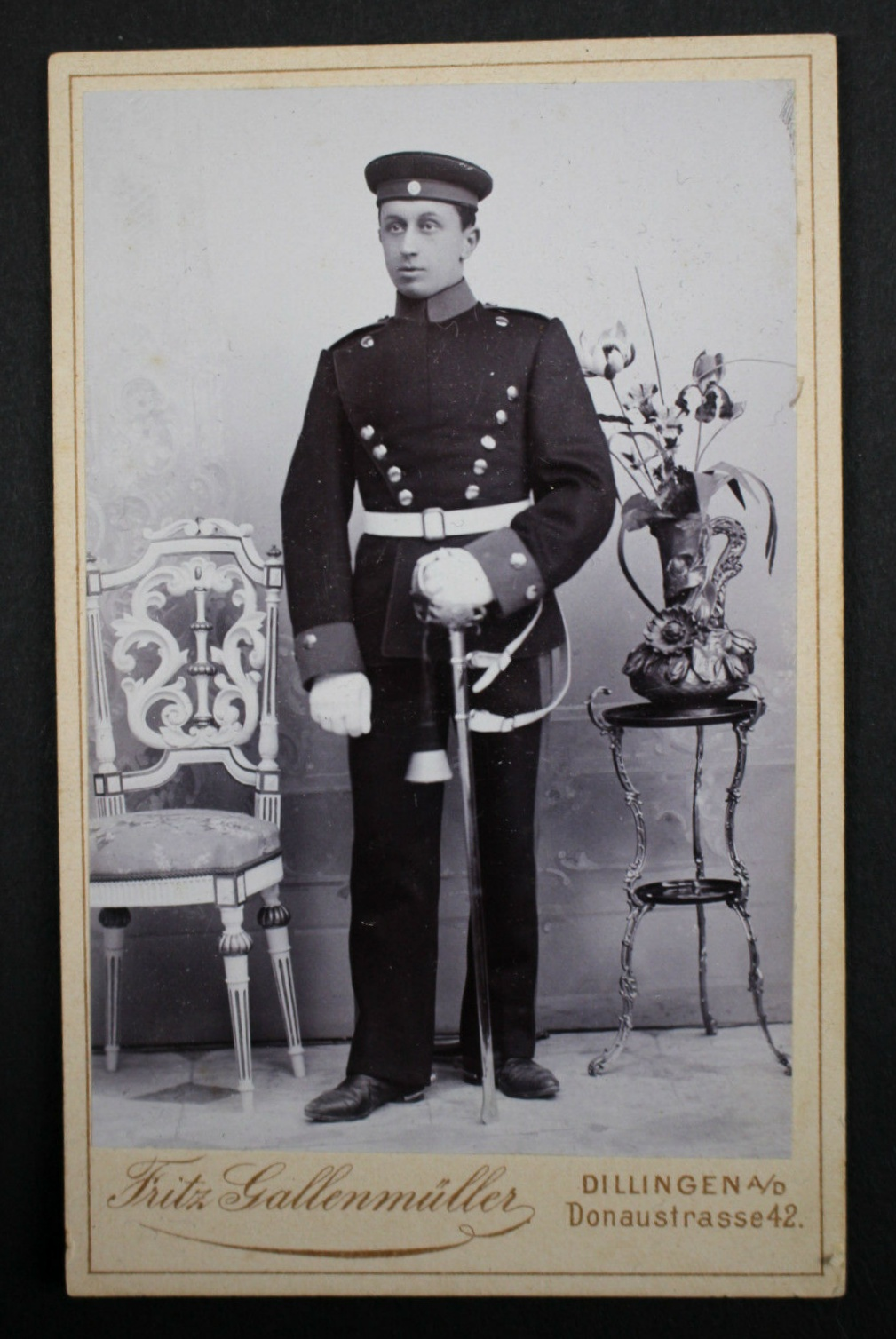
Chevauleger in Ausgehuniform

Das Regiment wurde am 1. Oktober 1909 in Dillingen laut Verordnungsblatt Nr. 13 vom 15. April 1909 aufgestellt. Es wurde wie folgt gebildet:
- 1. Eskadron aus der 5. Eskadron des 4. Chevaulegers-Regiment;
- 2. Eskadron aus der 2. Eskadron des 2. Chevaulegers-Regiment;
- 3. Eskadron aus der 2. Eskadron des 5. Chevaulegers-Regiment sowie
- 4. Eskadron aus Unteroffizieren und Mannschaften aller Chevaulegers-Regimenter.

Das Regiment zog am 23. September 1909 in einem feierlichen Festzug in die Garnisonsstadt Dillingen ein. Es hatte am 1. Oktober 1909 eine Stärke von 75 Mann und 117 Pferden. Der erste Kommandeur des Regiments war Major Moritz Freiherr von und zu Egloffstein, der es bis 31. Juli 1914 führte. Am 27. Oktober 1909 wurde dem Regiment im Hof der Luitpold-Kaserne die Standarte in Anwesenheit des Kronprinzen Rupprecht von Bayern, des Kommandeurs der 2. Division Generallieutenant Graf von Bothmer sowie des Kommandeurs der 2. Kavallerie-Brigade Generalmajor Zeller übergeben. Am 1. Oktober 1913 wurde aus Teilen der 5. und 6. Kavallerie-Brigade die 5. Eskadron in Stärke 92 Unteroffiziere und Mannschaften sowie 155 Pferde incl. Remonten errichtet. Am 1. August 1914 wurde Major Julius Hanemann zum Regimentskommandeur ernannt.

### Erster Weltkrieg

#### 1914
Zu Beginn des Weltkriegs waren die 1. bis 4. Eskadron der 1. Infanterie-Division als Divisionskavallerie zu geordnet, die 5. Eskadron war Ersatz-Eskadron, und trat in Gefechtsstärke 26 Offiziere, drei Sanitätsoffiziere, drei Veterinäroffiziere, ein Beamter sowie 670 Unteroffiziere und Mannschaften an. Es war zunächst vom 8. bis 19. August 1914 an der Westfront als Grenzschutz in Lothringen eingesetzt, wo bei den kleinen Scharmützeln fünf Chevaulegers fielen und acht Mann verwundet wurden. Es nahm an der Schlacht bei Saarburg vom 20. bis 22. August und an den Kämpfen vor Nancy-Epinal vom 23. August bis 10. September 1914 teil. Danach erfolgte die Verlegung an die Somme, wo es zwischen 20. und 25. September 1914 focht. Dabei fiel ein Offizier. Nach Aufnahme von 58 Pferden Ersatz wurde das Regiment ab dem 29. September 1914 der preußischen 4. Kavallerie-Division unterstellt. Am 30. September 1914 wurden zwei Offiziere bei der Affaire zu Saint-Leger-Courrières pp. verwundet. Mit dem 7. November 1914 wurde das Regiment der 4. Kavallerie-Brigade/Kavallerie-Division unterstellt und verlegte in das Generalgouvernement Belgien. Im Gefecht bei Warneton am 14. November 1914 verlor es drei Gefallene, elf Mann waren an Typhus erkrankt. Am selben Tag wurden 200 Mann Ersatz (Infanteristen) aufgenommen. Danach begab sich das Regiment nach Maubeuge in Ruhestellung, wo es bis 25. Februar 1915 blieb. In der Zeit erkrankten weitere 26 Mann an Typhus, 24 Pferde mussten wegen der Erkrankung an Brustseuche abgedeckt werden.

#### 1915
Von 30. März bis 3. Oktober 1915 wurde das Regiment nördlich der Somme bei Montauban und Maricourt verwendet, wobei es ein Gefallenen verlor. Von 10. bis 28. Oktober 1915 war es im Bereich Givenchy-Thelus eingesetzt.

#### 1916
Vom 28. Januar bis 9. Mai 1916 focht es um und auf den Vimy-Höhen, wobei bereits ein Offizier und 101 Mann, abgestellt zu einem Infanterie-Verband, nur noch rein infanteristische Aufgaben durchführte. Es verlor während dieser Zeit drei Mann als Gefallene und sechs Mann als Verwundete. Zu den Kämpfen vor Verdun vom 9. Mai bis 15. Juli 1916 wurde das Regiment auf Kampfgruppen aufgeteilt. Am 9. Juli 1916 wurde Major Philipp Freiherr von Deefried auf Buttenheim zum Regimentskommandeur ernannt. Am 13. Juli 1916 wurde das Regiment vollständig aufgeteilt. Die wesentlichen Aufgaben des Regiments beschränkten sich nun auf Meldereiterwesen, infanteristischen Einsatz, Beobachter, Stabswachen und Patrouillen-Einsätze.

#### Aufteilung des Regiments 1916/19

##### Regimentsstab
Der Stab wurde ab Juli 1916 zur Verwendung im Generalkommando des I. Armee-Korps eingesetzt. Am 12. August 1916 wurde Major Berthold Freiherr von Bibra zum Kommandeur ernannt. Vom 20. November bis 12. Dezember 1916 wurde der Stab mit der Führung des 20. Infanterie-Regiments beauftragt. Am 12. Oktober 1917 wurde das Jäger-Regiment „von Bibra“ aufgestellt, das aus den Reserve-Jäger-Bataillonen 8, 20 und 21 gebildet wurde. Ab April 1918 wurde es in preußisches Jäger-Regiment Nr. 13 umbenannt, das der Jäger-Division unterstellt war. Am 1. September 1918 führte der Kommandeur des Reserve-Jäger-Bataillons 20, Major Friederici vertretungsweise das Regiment. Am 22. Oktober 1918 wurde Major Hans Graf von Podewils-Dürnitz zum Regimentskommandeur ernannt. Nach dem Waffenstillstand im November 1918 marschierte der Regimentsstab in Richtung Heimat ab, am 9. Dezember 1918 traf er in Dillingen ein.

##### 1. Eskadron
Die Eskadron wurde der 1. Landwehr-Division zugeordnet und traf am 17. Juli 1916 in Dieuze ein, wo sie zunächst in die Kasernen des 3. Chevaulegers-Regiments untergebracht wurde. Am 26. und 27. August 1916 war sie bei den Kämpfen um Arracourt beteiligt. Bei den Gefechten bei Bures am 15./16. März 1917 fiel 1 Chevauleger, 5 wurden verwundet. Nach dem Gefecht bei Vaudrecourt am 12. Mai 1917, wo sie einen Gefallenen und drei Verwundete hinnehmen musste, griff sie das letzte Mal am 15. Juli 1917 fechtend im Parroywald ein, in dem ein Mann verwundet wurde. Am 16. November 1918 trat die Eskadron den Rückmarsch in die Heimat an. Am 6. Dezember 1918 traf sie in Dillingen ein.

##### 2. Eskadron
Die Eskadron wurde der 1. Infanterie-Division als Divisions-Kavallerie zugeteilt und wurde noch im Juli 1916 bei Saint-Mihiel eingesetzt. Sie nahm an den Kämpfen bei Saint-Mihiel im Juli 1916 teil und focht am 10. Oktober 1916 bei Etricourt, wo 1 Chevauleger fiel, die Zahl der Verwundeten war nicht mehr feststellbar. Während der Kämpfe im Ailly-Wald (19. April 1917), am Chemin des Dames (11. Mai 1917) und bei Bievres (21. Mai 1917) hatte es insgesamt zwei Tote zu beklagen. Nach dem Gefecht bei Vervins am 27. Februar 1918 kam die Eskadron am 15. Juli 1918 bei Somme Py zum Einsatz, wo es 4 gefallene Chevaulegers zu beklagen hatte. Sie focht am 7. August 1918 bei Mortaigne Ferme und am 20. und 21. August 1918 am Aisne-Kanal, wo es ein Chevauleger und zwei Pferde verlor. Am 26. September 1918 stand die Eskadron in der Champagne, wo während der Rückzugskämpfe zwei Chevaulegers fielen und drei Mann verwundet wurden, von denen zwei Mann kurz darauf verschieden.

##### 3. Eskadron
Die Eskadron wurde in Stärke vier Offiziere, zwei Offizierstellvertreter, 165 Unteroffiziere und Mannschaften sowie 170 Pferde der 2. Infanterie-Division als Divisions-Kavallerie zugeteilt und wurde noch im Juli 1916 bei Saint-Mihiel eingesetzt. Ab dem 11. Oktober 1916 befand sie sich an der Somme. Bei Le Mesnil verlor sie am 28. Oktober 1916 1 Chevauleger und 4 Pferde, 2 Mann wurden verwundet. Am 12. November 1916 war es wieder bei Saint-Mihiel eingesetzt, wobei es im Bereich Dommartin la Chaussée insgesamt 2 Offiziere, 9 Unteroffiziere, 96 Mann und 85 Pferde an verschiedene Truppenteile abstellte.
Von 10. Mai bis 3. Juni 1917 kämpfte die Eskadron an der Aisne und wurde im Juni 1917 auf der Gegend von Chevières – Bayenville – Barricourt eingesetzt, wobei ein Mann nach schwerer Verwundung starb. Am 15. Dezember 1917 rückte sie in Morimont-Lager ein und nahm in Bellevue-Ferme am 8. Januar 1918 das Ruhequartier ein. Sie nahm an der Schlacht von Cambrai am 26. März 1918 ohne eigene Verluste teil. Bei Mézières erlag am 4. April 1918 ein Mann seinen Verletzungen. Nach Ausweichen an die Avre hielt sie bis 8. April 1918 die Stellung; dabei musste sie acht verwundete Chevaulegers und elf tote Pferde hinnehmen. Vom 20. April bis 4. Mai 1918 war sie an der Aisne eingesetzt, anschließend ging sie bis Juni 1918 in Ruhestellung im hinteren Divisionsgebiet. Die Rückzugskämpfe vom 15. Juli bis 3. August 1918 von Reims an die Marne, danach an die Vesle kosteten der Eskadron „nur“ einen Gefallenen. Am Romain-Riegel (4. September 1918) noch ohne Verluste fiel der letzte Chevauleger am 30. September bei Guyencourt. Am Ende des Krieges stand die Eskadron bei Givet. Von dort trat sie über die Ardennen, Andernach und Marburg am 16. November 1918 den Rückmarsch in die Heimat an. Am 13. Dezember 1918 traf sie in Dillingen ein.

##### 4. Eskadron
Die Eskadron wurde ab dem 1. August 1916 der 14. Infanterie-Division als Divisions-Kavallerie unterstellt. Am 17. März 1917 nahm sie am Ancre-Rückzug teil. Im Sommer 1917 erfolgte der Abtransport nach Kurland. Ab dem 31. August 1917 kämpfte sie zunächst nördlich Riga. Im Zuge der weiteren Kämpfe und Verfolgung der russischen Kräfte gelangte sie zum Gut Kupferhammer, nach Üxküll, an den Jägel, Jakobstadt, Kreuzberg. Es blieb dabei von Verlusten verschont. Ab Ende April 1918 wurde die Eskadron bis 15. Juni 1918 bei Amiens eingesetzt. Auf der Höhe 102 kamen am 7. Mai 1918 zwei Sergeanten zu Tode, bei Harbonnières kam am 9. Mai ein weiterer Sergeant ums Leben, am 10. Juni 1918 fiel dort ein Feldhilfsarzt und ein Offizier wurde verwundet. Von 22. Juni bis 12. Juli 1918 befand sie sich in Ruhestellung bei Bussigny. Von 14. Juli bis 3. August 1918 focht es bei Herleville, dann von 8. bis 10. August 1918 bei Moreuil, wo ein Chevauleger vermisst wurde und zwei Chevaulegers in Gefangenschaft gerieten. Die letzten Kämpfe bestritt die Eskadron am 28./29. August 1918 bei Péronne ohne eigene Verluste.

##### Ersatz-Eskadron
Die Ersatz-Eskadron stellte für das Regiment Ersatz in Stärke vier Offiziere, zwölf Unteroffiziere und 250 Mann, für andere Verbände der Kavallerie und Artillerie etwa 2.200 Unteroffiziere und Mannschaften bereit.
Gesamtverluste während des Ersten Weltkriegs:
- Gefallene oder an Verwundung Verstorbene: drei Offiziere, neun Unteroffiziere und 47 Chevaulegers;
- an Krankheiten Verstorbene und Verunglückte: ein Offizier, ein Unteroffizier und 35 Chevaulegers.

### Verbleib
Nach Kriegsende und Rückkehr in die Heimat wurde das Regiment demobilisiert und schließlich aufgelöst. Die Tradition übernahm in der Reichswehr durch Erlass des Chefs der Heeresleitung General der Infanterie Hans von Seeckt vom 24. August 1921 die 3. Eskadron des 17. (Bayerisches) Reiter-Regiments in Ansbach.

## Kommandeure
| Dienstgrad     | Name                                         | Datum                                    |
| -------------- | -------------------------------------------- | ---------------------------------------- |
| Oberstleutnant | Moritz Freiherr von und zu Egloffstein       | 1. Oktober 1909 bis 1. August 1914       |
| Major          | Julius Hanemann                              | 2. August 1914 bis 12. Juli 1916         |
| Major          | Philipp Freiherr von Seefried auf Buttenheim | 12. Juli bis 8. August 1916              |
| Major          | Berthold Freiherr von Bibra                  | 8. August 1916 bis 28. Oktober 1918      |
| Major          | Hans Graf von Podewils-Dürniz                | 28. Oktober 1918 bis zur Demobilisierung |

## Regimentsmusik
- Präsentiermarsch: „Schwedischer Kriegsmarsch aus dem 18. Jahrhundert“, arrangiert von Theodor Grawert (Björneborganes)
- Parademarsch im Schritt: „König Karl-Marsch von Carl Ludwig Unrath“, 1868 genannt nach dem König von Württemberg
- Parademarsch im Trab: „Amboß-Polka“ von Albert Parlow, Opus 91, „Enclume Polka“
- Parademarsch im Galopp: „Galoppmarsch“ aus der Oper „Die schöne Galathee“ von Franz von Suppè